# Еней Газький
Еней з Гази (пом. бл. 518) — філософ неоплатонізму, навернений у християнство. У діалозі під назвою «Теофраст» він натякає на Гієрокла Александрійського, як свого вчителя. А в деяких своїх листах згадує як своїх сучасників письменників, які, як нам відомо, жили наприкінці V та на початку VI, наприклад, Прокопія з Гази.

## Погляди
Як і всі християнські неоплатоніки, Еней шанував Платона вище, ніж Аристотеля. Як Синесій, Немесій та інші, він знайшов у неоплатонізмі філософську систему, яка найкраще відповідала християнському одкровенню. Але, на відміну від Синезія і Немезія, він відкинув деякі з найбільш характерних доктрин неоплатоніків, як такі, що несумісні з християнською догмою. Наприклад, він відкинув вчення про попереднє існування (відповідно до якого душа людини існувала до свого з'єднання з тілом), стверджуючи, що душа до свого з'єднання з тілом була б «бездіяльною», нездатною здійснити будь-яке зі своїх здібностей. :947 Так само він відкинув вчення про вічну тривалість світу на тій підставі, що світ тілесний і, хоча найкращий можливий «механізм», містить у собі елементи розчинення. :958 sqq Знову ж таки, він навчав, що «тіло людини складається з матерії та форми», і що поки матерія гине, «форма» тіла зберігає силу реанімувати «матерію» в останній день. :982